# Cursed Destiny
Cursed Destiny è un singolo dell'anno 2007 del dj italiano Maurizio Braccagni in arte Ma.Bra.

## Tracce
1. Cursed Destiny 6:21
2. Cursed Destiny 2007 5:27
3. Cursed Destiny 2007 (C7 meets Tecnorocker Rmx) 4:59